# 板鰓亜綱
板鰓亜綱（ばんさいあこう、Elasmobranchii）は、軟骨魚綱に分類される亜綱。現生分類群として、サメとエイが含まれる。
化石軟骨魚類に関しては、系統群の定義は明確ではない。これらを新生板鰓類（現代のサメ、エイ、およびそれらの最後の共通祖先から派生した他のすべての種を含むクラウングループ）と同等とみなす見解もある。板鰓類という名称を、全頭亜綱（ギンザメ目とその絶滅した近縁種を含む系統群）よりも現代のサメやエイに近いすべての軟骨魚類のより広範に枝分かれしたグループに使用している。広義の板鰓類の重要な絶滅したグループには、ヒボドゥス目、クセナカンサス目、クテナカントゥス目が含まれる。これらは、現代のサメと解剖学的および生態学的に類似していることから、「サメ」と呼ばれることもある。
Elasmobranchii という学名は、古代ギリシア語の「elasmo- (板)」 と「bránchia (鰓)」 に由来し、幅広く平らな鰓を指す。

## 形態と生態
5対から7対の鰓裂、硬い背鰭、小さな楯鱗を持つことが特徴。全頭亜綱は鰓裂が1対である。歯は数列に分かれており、上顎は頭蓋骨と結合しておらず、下顎は上顎と組み合わさる。顎の構造の詳細は種によって異なり、種の区別に役立つ。
現生の板鰓類は、いくつかの典型的な顎構造を持ち、amphistyly(方形骨で結合)、orbitostyly(眼窩に結合)、hyostyly(主に舌骨が結合)、euhyostyly(完全に舌骨が結合)がある。amphistylyでは、方形骨は軟骨頭蓋と関節を形成し、主に靭帯によって前方に懸垂される。舌骨は下顎弓と後方で関節を形成するが、両顎をほとんど支えていない。orbitostylyでは、眼窩突起は眼窩壁と蝶番で連結し、舌骨が顎骨支持の大部分を担う。
対照的に、hyostylyでは上顎と頭蓋骨の間に篩骨関節があり、舌骨は前靭帯に比べてはるかに多くの顎の支持を担う。euhyostylyでは、下顎軟骨は頭蓋骨との靭帯接続を欠く。代わりに、舌骨が唯一の顎支持手段であり、角舌骨と基舌骨は下顎と接続するが、舌骨の残りの部分とは切り離されている。目にはタペータムがある。雄の腹鰭の内側の縁には溝があり、精子を送るためのクラスパーを構成している。熱帯から温帯の海域に広く分布し、一部の種は淡水にも進出する。
多くの魚類は鰾で浮力を維持する。板鰓類には鰾が無く、代わりに油分を多く含んだ大きな肝臓で浮力を維持する。肝臓に貯蔵された油分は、食料が不足しているときには栄養素としても機能する可能性がある。

## 人との関わり
肝油を目的として漁獲されることがあり、イコクエイラクブカ、ウロコアイザメ、ウバザメなどが狙われる。その他の深海ザメも漁業の対象となり、レッドリストに絶滅危惧種として評価される種もいる。また軟骨魚類の生活史は漁業の影響を受けやすく、ウミガメやヒゲクジラも同様である。

## 進化の歴史
最も古いとされる完全な板鰓類のグループである Phoebodusは、約3億8300万年前の中期デボン紀に最古の記録がある。クテナカントゥス目やヒボドゥス目を含む完全な板鰓類のいくつかの重要なグループは、すでに後期デボン紀までに出現していた。石炭紀には、クテナカントゥス類の一部が、全長約7 mと現代のホホジロザメに匹敵する大きさに成長した。石炭紀とペルム紀には、クセナカンサス類は淡水と海洋の両方の環境に豊富に存在し、多様性は低下しながらも三畳紀まで存在し続けた。ヒボドゥス類はペルム紀までに高い多様性を得た後、三畳紀からジュラ紀初期にかけて板鰓類の支配的グループとなった。ヒボドゥス類は海洋環境と淡水環境の両方に広く生息していた。狭義の板鰓類（現代のサメとエイのグループ）は三畳紀までにすでに出現していたが、この時期の多様性は低く、現代のサメとエイの目が出現したジュラ紀初期以降に広範囲に多様化し始めた。これはヒボドゥス類の衰退と一致しており、ヒボドゥス類はジュラ紀後期までに海洋環境では衰退したが、白亜紀まで淡水環境では一般的であった。ヒボドゥス類の最も新しい化石は白亜紀末期のものである。

## 分類
板鰓亜綱は、1838年にシャルル・リュシアン・ボナパルトによって創設された。ボナパルトによる板鰓亜綱の当初の定義は、実質的に現代の軟骨魚綱と同一であり、現生の軟骨魚類すべてに共通する鰓構造に基づいていた。20世紀には、ギンザメ類を板鰓亜綱から除外することが標準となり、多くの化石軟骨魚類をこのグループに含めるようになった。板鰓亜綱の定義は、化石軟骨魚類に関してそれ以来多くの混乱を招いてきた。Maisey（2012）は、板鰓亜綱は現代のサメとエイの最後の共通祖先に対してのみ使用すべきであると示唆した。このグループは、それ以前にCompagno（1977）によってNeoselachii(新生板鰓類)と名付けられていた。最近の学者の中には、板鰓類を広い意味で使用し、ギンザメよりも現代のサメやエイに近い軟骨魚類全てを含むとする者もいる。
板鰓類のトータルグループには、Euselachii Hay, 1902が含まれており、これは、より原始的な軟骨鰓類のトータルグループを除外して、ヒボドゥス類と他の多くの絶滅した軟骨魚類を、新生板鰓類に分類するものである。これは、骨格のいくつかの共通の形態学的特徴によって裏付けられている。
- 板鰓亜綱 Elasmobranchii
  - †Phoebodontiformes
  - †Squatinactiformes スクアティナクティス目
  - †Infraclass Xenacanthimorpha
    - †Xenacanthiformes クセナカンサス目

  - †Ctenacanthiformes クテナカントゥス目
  - †Jalodontiformes
  - †Bandringidae バンドリンガ科
  - Euselachii 真板鰓類
    - †Hybodontiformes ヒボドゥス目
    - †Protacrodontidae プロタクロドゥス科
    - †Tristychiidae
    - Neoselachii 新生板鰓類
      - †Anachronistidae
      - †Synechodontiformes シネコドゥス目 (incertae sedis)
      - Selachii (Selachimorpha) サメ亜区(サメ)
        - Galeomorphii ネズミザメ上目
          - Heterodontiformes ネコザメ目
          - Orectolobiformes テンジクザメ目
          - Lamniformes ネズミザメ目
          - Carcharhiniformes メジロザメ目

        - Squalomorphii ツノザメ上目
          - Echinorhiniformes[25][26] キクザメ目
          - Hexanchiformes カグラザメ目
          - Squaliformes ツノザメ目
          - †Protospinacidae プロトスピナクス科
          - Squatiniformes カスザメ目
          - Pristiophoriformes ノコギリザメ目

      - Batoidea エイ亜区(エイ)
        - Torpediniformes シビレエイ目
        - Rhinopristiformes ノコギリエイ目
        - Rajiformes ガンギエイ目
        - Myliobatiformes トビエイ目

最近の分子生物学的研究によると、エイ類はこれまで考えられていたようなサメ類の派生種ではないことが示唆されている。エイ類は板鰓亜綱内の単系統分類群であり、サメ類と共通の祖先を持つとされる。